# Cyperus juncelliformis
Cyperus juncelliformis är en halvgräsart som beskrevs av Albert Peter och Georg Kükenthal. Cyperus juncelliformis ingår i släktet papyrusar, och familjen halvgräs.
Artens utbredningsområde är Tanzania. Inga underarter finns listade i Catalogue of Life.